# Bernardo Augusto Thiel
Bernardo Augusto Thiel y Hoffmann fue un sacerdote católico de Alemania, segundo Obispo de Costa Rica de 1880 hasta su muerte en 1901.
Nació en Elberfeld, Federación Alemana del Norte, el 1 de abril de 1850, hijo de José Thiel Keller y Elena Hoffmann Bruckman. Fue ordenado sacerdote en París el 7 de junio de 1874, en la orden de los lazaristas o paulinos. Estuvo en el Ecuador de 1874 a 1877, año en que fue trasladado a Costa Rica para administrar junto con otros miembros de su congregación el seminario de San José.
Fue preconizado Obispo de Costa Rica el 27 de febrero de 1880 y consagrado el 5 de septiembre por Monseñor Luigi Bruschetti, Obispo titular de Abidos y administrador de la diócesis. 
Su labor pastoral y evangelizadora fue muy fecunda. Fue expulsado del país por el gobierno de Próspero Fernández Oreamuno en julio de 1884 y pudo regresar el 27 de mayo de 1886. Introdujo en Costa Rica la doctrina social de la Iglesia con su carta pastoral Sobre el justo salario de los obreros y artesanos (1893). Efectuó varios viajes de evangelización a las regiones habitadas por pueblos indígenas al norte y al sudeste del país.
Escribió varias obras sobre temas religiosos, históricos y lingüísticos. 
Murió en San José, Costa Rica, el 9 de septiembre de 1901. Fue declarado Benemérito de la Patria en 1921.